# 甾酮

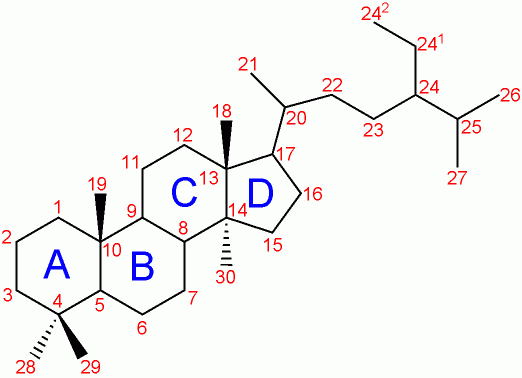
甾类化合物的骨架结构，C18及以上碳原子可以不存在

雄烯二酮

雄酮

雌酮

甾酮类（ketosteroid）又称酮甾类、酮类固醇、氧代类固醇（oxosteroid），是带有羰基（C=O）官能团的甾体化合物。
17-甾酮（17-ketosteroid）又称17-酮类固醇，是肾上腺皮质类固醇和雄激素的降解产物，为最常见的甾酮类化合物，其D环上的C17带有一个羰基。17-甾酮由尿排出，可作为体内雄激素生成的指标。主要有雄酮、脱氢表雄酮等。
17-甾酮的例子有：
- 雄烯二酮
- 雄烷二酮
- 雄酮
- 脱氢表雄酮
- 表雄酮
- 表本胆烷醇酮
- 本胆烷醇酮

另外，一些3-甾酮（3-ketosteroid）是内源性的甾体激素，核受体第3亚族C组（包括PR、AR、CR、MR）也被称为3-甾酮受体（3-ketosteroid receptors）。